# Molí del Solé
El Molí del Solé és una obra de Pontils (Conca de Barberà) inclosa a l'Inventari del Patrimoni Arquitectònic de Catalunya.

## Descripció
Es tracta d'un molí en bon estat de conservació. Una de les parets està adossada a una paret de roca calcària natural típica de la zona.
L'edifici conserva la primera planta amb el sostre, mentre que de la segona no es conserva tot. Respecte la planta que queda sota el nivell de terra, aquesta també està ben conservada. En aquest espai soterrat també es conserven les moles.
La bassa té el mur parcialment enderrocat, just on el mur de la bassa s'adossa a l'edifici del molí. En l'actualitat la bassa és un hort. El cacau de la bassa també es conserva.

## Història
Es troba en una de les recolzades del riu i sota el Castell de Santa Perpètua. L'aigua la rebia d'una resclosa semicircular i de considerables proporcions que es troba entre aquest molí i un anterior, dit d'en Jonquer.
L'any 2012 el Cos d'Agents Rurals va denunciar unes obres que s'estaven realitzant a l'edifici sense cap autorització administrativa.